# Chi Cắt
Chim cắt trong nghĩa rộng còn được dùng để gọi nhiều loài chim ăn thịt không thuộc chi này.
Chi Cắt (danh pháp khoa học: Falco) là một chi chim săn mồi bao gồm khoảng 40 loài được phân bố rộng khắp ở tất cả các lục địa trên thế giới trừ Nam Cực.

## Tổng quan
Các loài chim này có các cánh mỏng và nhọn, điều này cho phép chúng có thể lao xuống với tốc độ rất cao. Vì thế trong dân gian mới có câu "Nhanh như cắt". Chim cắt Peregrine là loài chim nhanh nhất trên Trái Đất, được cho là có thể đạt tốc độ lao xuống cao tới 320 km/h (200 mph). Tuy nhiên, tùy theo kích thước của từng loài cụ thể mà có lúc thì người ta gọi là ưng, lúc thì là cắt.
Các loài chim cắt khác còn có ưng miền bắc, ưng Nam Á và cắt lưng xám. Một số loài chim cắt thực thụ có kích thước nhỏ và ăn côn trùng, với các cánh dài và hẹp được gọi là chim cắt nhỏ, và một số loài cắt luôn bay lượn khi săn các loài động vật gặm nhấm nhỏ cần có gió nhẹ để có thể bay lượn.
Kích thước các loài chim cắt thay đổi nhiều, từ Cắt Seychelles (chiều dài 20 cm, cân nặng khoảng 80 gram) tới Cắt Bắc Cực (chiều dài 50–65 cm, khối lượng 1–2 kg). Kích thước của chim cắt trống thông thường nhỏ hơn chim cắt mái khoảng 30%.
Các loài chim cắt thực thụ là một phần của họ Falconidae, trong đó còn bao gồm cả caracara (cắt Trung-Nam Mỹ), các loài cắt rừng Nam Mỹ và chim cắt nhỏ (các chi Spiziapteryx và Microhierax).
Trong cuốn sách Book of St Albans, được in lần đầu tiên năm 1486, thường được coi là của Juliana Berners, thì tại châu Âu thời trung cổ, người ta chia ra thành 15 đẳng cấp trong việc sử dụng các loại chim săn mồi để đi săn của các thợ săn, trong đó các quý tộc có phẩm tước từ bá tước tới công tước hay các vị quân vương (nhưng không phải hoàng đế) được dùng các loại chim trong họ Cắt thực thụ này. Từ bá tước tới công tước được sử dụng cắt Peregrine, quân vương dùng ưng miền bắc và hoàng đế dùng đại bàng. Tuy nhiên, danh sách đó có thể không có độ tin cậy cao, do một số loài chim săn mồi là quá nhỏ để có thể đi săn được các con thú lớn hoặc vào thời điểm đó người ta phải nhập khẩu và chúng là quá đắt để các quý tộc có địa vị thấp hơn có thể có được. Người ta có câu đi săn bằng chim ưng, nhưng nói một cách khoa học thì nó không hoàn toàn đúng.

## Các loài
Khoảng 37-39 loài, phân bố hầu khắp trên toàn thế giới.
- Falco novaeseelandiae: Cắt New Zealand
- Falco vespertinus: Cắt chân đỏ
- Falco amurensis: Cắt Amur[1]
- Falco zoniventris: Cắt Ấn Độ Dương
- Falco ardosiaceus: Cắt xám châu Phi
- Falco dickinsoni: Cắt Dickinson
- Falco naumanni: Cắt nhỏ
- Falco rupicoloides: Cắt mắt trắng
- Falco alopex: Cắt cáo
- Falco punctatus: Cắt Mauritius
- Falco araeus: Cắt Seychelles
- Falco newtoni: Cắt Madagascar
- Falco rupicolus: Cắt núi đá (đôi khi được coi như là 1 phân loài của Cắt lưng hung)
- Falco tinnunculus: Cắt lưng hung[1]
- Falco moluccensis: Cắt đốm
- Falco cenchroides: Cắt Nankeen
- Falco sparverius: Cắt Mỹ
- Falco femoralis: Cắt Aplomado
- Falco columbarius: Cắt lưng xám[1]
- Falco chicquera: Cắt cổ đỏ
- Falco rufigularis: Cắt dơi
- Falco deiroleucus: Cắt ngực cam
- Falco longipennis: Cắt nhỏ Australia
- Falco severus: Cắt bụng hung[1]
- Falco fasciinucha: Cắt Taita
- Falco eleonorae: Cắt Eleonora
- Falco concolor: Cắt bồ hóng
- Falco subbuteo: Cắt Trung Quốc[1]
- Falco cuvierii: Cắt nhỏ châu Phi
- Falco berigora: Cắt nâu
- Falco hypoleucos: Cắt xám
- Falco mexicanus: Cắt thảo nguyên
- Falco peregrinus: Cắt lớn[1]
- Falco pelegrinoides: Cắt Canary
- Falco subniger: Cắt đen
- Falco jugger: Cắt Ấn Độ[1]
- Falco rusticolus: Cắt Bắc Cực (Cắt kên kên, ưng miền bắc)
- Falco biarmicus: Cắt Lanner
- Falco cherrug: Cắt Saker
- Falco buboisi: Cắt Réunion (tuyệt chủng)

## Ý nghĩa biểu tượng
Trong ngôn ngữ của chúng ta, chim cắt là biểu tượng của tính quá quắt, tính tham tàn giống như phần lớn những con chim cùng loài, có móng vuốt cong nhọn, chim cắt cái khỏe và nhanh nhẹn hơn con đực, vì vậy giống chim này cũng là biểu tượng của cặp vợ chồng trong đó người vợ nắm quyền, ta cũng nhớ là theo phong tục thời xưa, cho con chim cắt đậu trên nắm tay là dấu hiệu của bậc quý phái, bậc tao nhân mặc khách. Là giống chim săn mồi và hung ác, chim cắt cũng thường được dùng để chỉ dương vật.

### Trung Quốc
Ở Trung Hoa cổ xưa, chim cắt là hóa thân của bồ câu rừng xám, nó báo hiệu mùa thu, vừa là mùa săn bắn vừa là mùa sống ẩn dật. Theo Kim Thư, chim cắt còn cùng với rùa đã dạy cho ông Cổn (Kouen) cách đắp đê để trị thủy.

### Ai Cập, Hy Lạp và La Mã
Ở Ai Cập con chim cắt là con chim của thần Horus (thần đầu diều hâu), như vậy nó là biểu tượng của Mặt Trời. Cũng như diều hâu, chim cắt tượng trưng cho quyền năng của Thái dương. Người Hy Lạp và người La Mã cũng coi chim cắt là hình ảnh của Mặt Trời (Grar, Masr).